# 요코하마시립 히가시 고등학교
요코하마시립 히가시 고등학교(横浜市立東高等学校)는 일본의 가나가와현 요코하마시 쓰루미구 고등학교이다.